# オリビア・マクタガート
オリビア・マクタガート（Olivia McTaggart、2000年1月9日 - ）は、ニュージーランド出身の棒高跳選手である。

## 経歴
オーストラリアで生まれ、その後家族とともにニュージーランドのオークランドに引っ越した。
マクタガートは10年間競技体操を行っていたが、2014年、14歳のときに背骨3か所に疲労骨折を負ったため棒高跳に転向した。棒高跳を始めて6か月も経たないうちに、マクタガートは16歳未満のイベントでオーストラリアジュニアチャンピオンシップに出場し、銅メダルを獲得した。
2017年、エリザ・マッカートニーが以前に保持していたニュージーランドの17歳未満の記録を破った。マクタガートがクリアした高さは440cmで、18歳未満では世界3位、20歳未満では世界7位となった。同年、AMPによって奨学金を支給された。
2018年に、オーストラリアのゴールドコーストで開催された2018年コモンウェルスゲームズに出場した。兄のキャメロンは、同大会で重量挙げ男子77kgに選出された。